# Paris-Bourges 2000
Paris-Bourges 2000 est la 50e édition de la course cycliste française Paris-Bourges se déroulant le 1er octobre 2000 entre Gien (Loiret) et Bourges (Cher), sur une distance de 202 kilomètres.
La course est remportée par le Français Laurent Brochard évoluant dans l'équipe française Jean Delatour.
L'épreuve constitue la dernière des seize courses de la neuvième édition de la coupe de France de cyclisme sur route.

## Présentation

### Équipes
18 équipes sont au  départ de la course :
| Groupes sportifs I (8)- Cofidis-Le Crédit par Téléphone - Memory Card-Jack & Jones - La Française des jeux - Lotto-Adecco - Festina - Farm Frites - AG2R Prévoyance - Mapei-Quick Step Groupes sportifs II (9)- Jean Delatour - Bonjour-Toupargel - Crédit Agricole - Saint-Quentin-Oktos - Collstrop-De Federale Verzekeringen - BigMat-Auber 93 - KRKA-Telekom Slovenije - Phonak Hearing Systems - Fakta Unknown team category- Besson Chaussures |
| |

## Classement final
| \| Classement général \| Classement général \| Classement général \| Classement général \| Classement général \| \| Coureur \| Coureur \| Pays \| Équipe \| Temps \| \| ------------------ \| ------------------- \| ------------------ \| ------------------------------- \| ------------------ \| \| 1er \| Laurent Brochard \| France \| Jean Delatour \| 4 h 52 min 55 s \| \| 2e \| Chris Peers \| Belgique \| Cofidis-Le Crédit par Téléphone \| + 3 s \| \| 3e \| Bo Hamburger \| Danemark \| Memory Card-Jack & Jones \| + 3 s \| \| 4e \| Jean-Michel Tessier \| France \| La Française des jeux \| + 9 s \| \| 5e \| Andreï Tchmil \| Belgique \| Lotto-Adecco \| + 48 s \| \| 6e \| Patrice Halgand \| France \| Jean Delatour \| + 48 s \| \| 7e \| Rolf Huser \| Suisse \| Festina \| + 48 s \| \| 8e \| Peter Farazijn \| Belgique \| Cofidis-Le Crédit par Téléphone \| + 48 s \| \| 9e \| Stéphane Heulot \| France \| La Française des jeux \| + 2 min 17 s \| \| 10e \| Jean-Cyril Robin \| France \| Bonjour-Toupargel \| + 2 min 17 s \| |                     |          |                                 |                 |
| |                     |          |                                 |                 |
| Source : ProCyclingStats |                     |          |                                 |                 |
| Classement général |                     |          |                                 |                 |
| Coureur | Coureur             | Pays     | Équipe                          | Temps           |
| 1er | Laurent Brochard    | France   | Jean Delatour                   | 4 h 52 min 55 s |
| 2e | Chris Peers         | Belgique | Cofidis-Le Crédit par Téléphone | + 3 s           |
| 3e | Bo Hamburger        | Danemark | Memory Card-Jack & Jones        | + 3 s           |
| 4e | Jean-Michel Tessier | France   | La Française des jeux           | + 9 s           |
| 5e | Andreï Tchmil       | Belgique | Lotto-Adecco                    | + 48 s          |
| 6e | Patrice Halgand     | France   | Jean Delatour                   | + 48 s          |
| 7e | Rolf Huser          | Suisse   | Festina                         | + 48 s          |
| 8e | Peter Farazijn      | Belgique | Cofidis-Le Crédit par Téléphone | + 48 s          |
| 9e | Stéphane Heulot     | France   | La Française des jeux           | + 2 min 17 s    |
| 10e | Jean-Cyril Robin    | France   | Bonjour-Toupargel               | + 2 min 17 s    |